# Aratta
Aratta fue un antiguo estado situado en algún lugar de Oriente Medio o Asia meridional, cuyos orígenes pueden situarse aproximadamente entre 2500-2100 a. C. Es mencionado en las leyendas sumerias más antiguas, en particular en Enmerkar y el señor de Aratta, como un país rico y montañoso, situado "río arriba", y gobernado por un rey llamado Ensuh-keshdanna, que compite con Enmerkar, rey de Uruk. Los dos principales candidatos a la identidad de Aratta son las regiones montañosas de lo que después sería Urartu, el primer imperio armenio de la historia, y la recientemente descubierta civilización de Jiroft, en el sureste de Irán.
Aratta era conocida por sus metales, minerales y artesanos. Era también una fuente de plata, oro y lapislázuli. Se dice que la diosa Inanna se trasladó de Aratta a Uruk, jugando un papel que podría describirse como "fabricante de reyes".

## Menciones en laliteratura sumeria
Hay cuatro textos que describen los conflictos entre Aratta y Uruk.
- Enmerkar y el señor de Aratta cuenta cómo Enmerkar de Uruk no consigue convencer al señor de Aratta para que le envíe el tributo destinado a construir el zigurat de Eridu, haciendo que Inanna abandone Aratta por Enmerkar.
- Enmerkar y Ensuh-keshdanna describe un enfrentamiento similar entre Enmerkar de Uruk y Ensuh-keshdanna, señor de Aratta.
- Lugalbanda en la cueva de la montaña y Lugalbanda y el pájaro Anzu, también conocidos como Lugalbanda I & II) describen cuando Lugalbanda, al que se refieren como sucesor de Enmerkar, estaba entre las tropas reunidas contra Aratta.

En estos poemas épicos se describe cómo los heraldos de Uruk atraviesan Susin y "las siete montañas de Anshan" para entregar mensajes de Enmerkar a otras tierras habitadas en el camino a Aratta. Anshan era el nombre de una ciudad elamita, situada cerca de los montes Zagros, que estaba bastante al este, lo cual parece encajar mejor con la teoría que sitúa a Aratta en la civilización Jiroft. Sin embargo, una situación más al norte es también posible con tal ruta, si se toma el significado de "las montañas de Anshan" como si fueran los montes Zagros en general.

## Hipótesis de localización
Se han sugerido varias localizaciones como probables identificaciones de Aratta. Samuel Kramer (1963) la situó en el noroeste de Irán, cerca del mar Caspio, y Georgina Herrmann (1968) la pone en el sur del mar Caspio, mientras que S. Cohen (1973) favorece la teoría de la región de Anshan-Hamadan, en el oeste de Irán. Hansman (1978) y G. Gnoli (1980) han sugerido Shahr-i Sokhta (Sistán) como otro candidato potencial.

## Hallazgos delsigloXXI[4]
En el año 2000 una prolongada sequía provocó cambios en el curso del Halil, un río en el sur de Irán. Un lugareño de la zona, muy pobre, desenterró un objeto del fango junto al cauce, que resultó ser una cerámica, lo enseñó y lo vendió por un alto precio. A partir de ese momento se generó una gran expoliación en la zona que sólo paró al cabo de un año, en el 2001, cuando el gobierno iraní tomó conciencia de la situación y se hizo cargo de ella. El Estado mandó identificar los objetos requisados a un experto en historia y arqueología antigua iraníes, quien identificó los temas de los hallazgos como propios de un arte más avanzado que el sumerio, que apareció más allá del 3000 a. C. en todo el mundo civilizado, y al cual no se le había encontrado lugar de origen.
Seguidamente comenzaron las excavaciones legales en el valle, descubriéndose enseguida multitud de restos. El sitio coincide con las leyendas sumerias en su localización y descripción: un valle rodeado de altas montañas al este, más allá de Elam, y está además a medio camino entre Mesopotamia y el Valle del Indo, las dos cunas de la civilización. Al cabo del tiempo se concluyó que había existido en el valle, además de una serie de aldeas en las zonas montañosas, una gran ciudad, enorme para pertenecer a la Prehistoria. Además se descubrió que los dos cerros del valle eran en realidad sendos edificios, uno de ellos una pirámide escalonada de 400 metros de lado, con dos niveles del mismo período, de 10 y 11 metros de altura respectivamente. Era el triple de grande que los zigurats mesopotámicos y además mucho más antiguo. El diseño de sus hiladas de adobe se correspondía con muchos de los motivos de las cerámicas, que llegaron a todo el mundo. El resto de los motivos se relacionan con las palmeras datileras, que son el principal recurso del valle. No hay que olvidar que esta cerámica especial también se menciona en las leyendas de Uruk, y en las estribaciones montañosas cercanas se encuentran los minerales necesarios para su fabricación.
Junto al edificio se encontraron multitud de objetos sellados y muchos sellos comerciales, provenientes del todo el mundo conocido en aquella época: Omán, Bactriana, Afganistán, Sumer y el Valle del Indo, lo que hace pensar que la ciudad era un centro comercial internacional que tenía como principal atractivo su cerámica, así como la piedra de clorita. Estas investigaciones están en su fase inicial, pero todo indica que florecieron docenas de centros urbanos entre Mesopotamia y el Indo, entre el 3000 y el 2000 a. C.
Diferentes expertos han analizado también los cementerios y diversos restos fosilizados de cebada que atestiguan la existencia de la agricultura de la región. El equipo internacional está dirigido por el arqueólogo iraní Yousef Madjidzadeh.
Los arqueólogos y otros expertos que trabajan desde el año 2001 en el valle están convencidos de que este enclave es la misteriosa Aratta, fechándola entre el 5000 y el 3000 a. C.